# Muzyka (kwartalnik)
Muzyka – kwartalnik muzykologiczny wydawany nieprzerwanie od 1956 przez Instytut Sztuki Polskiej Akademii Nauk. Jego poprzednikami były Kwartalnik muzyczny (1928–33, 1948–50) oraz wydawany przez Polski Instytut Sztuki (do 1959 nazwa IS PAN) i Związek Kompozytorów Polskich dwumiesięcznik Muzyka (1950–56). Na treść numerów składały się na przestrzeni czasu sekcje zatytułowane: artykuły, komunikaty, lektury, sprawozdania, listy i polemiki, informacje, wydawnictwa oraz kronika.

## Redaktorzy naczelni
- Józef Michał Chomiński (1956–1971),
- Elżbieta Dziębowska (1972–1994),
- Katarzyna Morawska (1994–1996),
- Maciej Gołąb (1996–2002),
- Elżbieta Witkowska-Zaremba (2003–2015),
- Paweł Gancarczyk (2016-).